# Gustavo Dudamel
Gustavo Adolfo Dudamel Ramírez (n. 26 ianuarie 1981, Barquisimeto, Venezuela) este un dirijor și violonist venezuelean. 

## Biografie
Născut în Barquisimeto, Venezuela, după obiceiul spaniol, numele de familie patern este Dudamel, iar cel matern Ramírez. 
Dudamel este fiul unui trombonist și al unei profesoare de muzică. La vârsta de zece ani, Dudamel a început să studieze vioara, și mai târziu compoziția. La doisprezece ani a dirijat pentru prima dată orchestra de tineret din orașul său natal, talentul său a fost descoperit repede și Dudamel a fost încurajat să studieze dirijatul. La vârsta de 18 ani, în 1999, a fost numit dirijor principal al orchestrei de tineret de stat venezueleană, Orquesta Sinfónica de la Juventud Venezolana Simón Bolívar.
Este un dirijor și violonist cu o bogată activitate concertistică în țara natală, dar și în Statele Unite ale Americii și în mai multe țări europene. Este în prezent dirijorul onorific al Orchestrei Naționale a Suediei "Gothemburg Symphony" din Göteborg (înființată în 1905), iar în sezonul 2017/2018 conduce Orchestra Filarmonică din Los Angeles, fiind director muzical și artistic al acesteia. A fost dirijorul celebrului cencert de anul nou de la Viena în anul 2017. 

## Viață privată

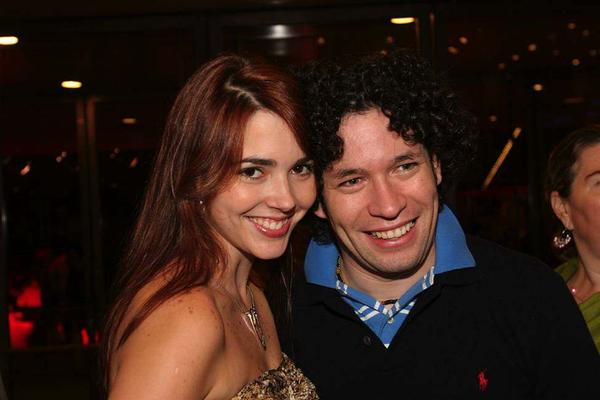
Dudamel împreună cu fosta sa soție, doamna Eloísa Maturén, la scurt timp după nuntă (2006)

În anul 2006, Dudamel s-a căsătorit cu prietena sa, balerina si jurnalista venezueleană Eloísa Knife Maturén. Fiul lor, Martin, s-a născut în Los Angeles, la 1 aprilie 2011, și este, prin urmare, un cetățean american. Cuplul a divorțat în 2015.

## Filme
- El Sistema,, film-documentar, 2009, regie Paul Smaczny & Maria Stodtmeier, coproducție arte france / SVT / NHK
- Libertador, lungmetraj, despre Simón Bolívar, 2013